# 桃浦站
桃浦站是南何线上的一个货运车站，位于中华人民共和国上海市宝山区大场镇，隶属上海局集团，系二等站，建于1959年，车站共有9条专用线和5.6万平方米的货场，周围筑防爆堤，货场内建有放射性专用库2个，货车车辆清洗设备一组和化工污水净化处理设备。车站业务包括承运易燃液体、易燃固体和易自燃的物质及遇水放出易燃气体的物质、氧化性物质和有机过氧化物、毒害性物质、腐蚀性物质等危险货物，是上海地区唯一承担化学危险品运输的铁路车站和中国最大的铁路化学危险品专运站。
1990年时已有4座货物仓库共3635平方米、4座货物雨棚共2673平方米和5个货运站台，堆货量达2167吨，折合货位约36个，并有1004米的装卸线，其中511米为装卸有效段。当年桃浦站发送38.7万吨货物，到达98.6万吨，有一半为危险品货物。1960年桃浦站开始运营时仅承担一小部分整车危险品到发作业。1965年江湾站货场停办货运业务，相关危险品运输移至桃浦站办理，桃浦站就成了办理整车、零担危险货物的发、到和危零中转业务的专业站。